# A Blessing and a Curse
A Blessing and a Curse è il sesto album in studio del gruppo musicale statunitense Drive-By Truckers, pubblicato nel 2006.

## Tracce
1. Feb 14 – 3:40 (Hood)
2. Gravity's Gone – 3:33 (Cooley)
3. Easy on Yourself – 3:28 (Isbell)
4. Aftermath USA – 3:16 (Hood)
5. Goodbye – 6:11 (Hood)
6. Daylight – 3:35 (Isbell)
7. Wednesday – 4:04 (Hood)
8. Little Bonnie – 3:56 (Hood)
9. Space City – 4:48 (Cooley)
10. A Blessing and a Curse – 5:31 (Hood)
11. A World of Hurt – 4:51 (Hood)

## Formazione
- Mike Cooley – chitarra, voce
- Patterson Hood – chitarra, voce
- Jason Isbell – chitarra, voce
- Brad Morgan – batteria
- Shonna Tucker – basso